# Дзержинский троллейбус (Россия)

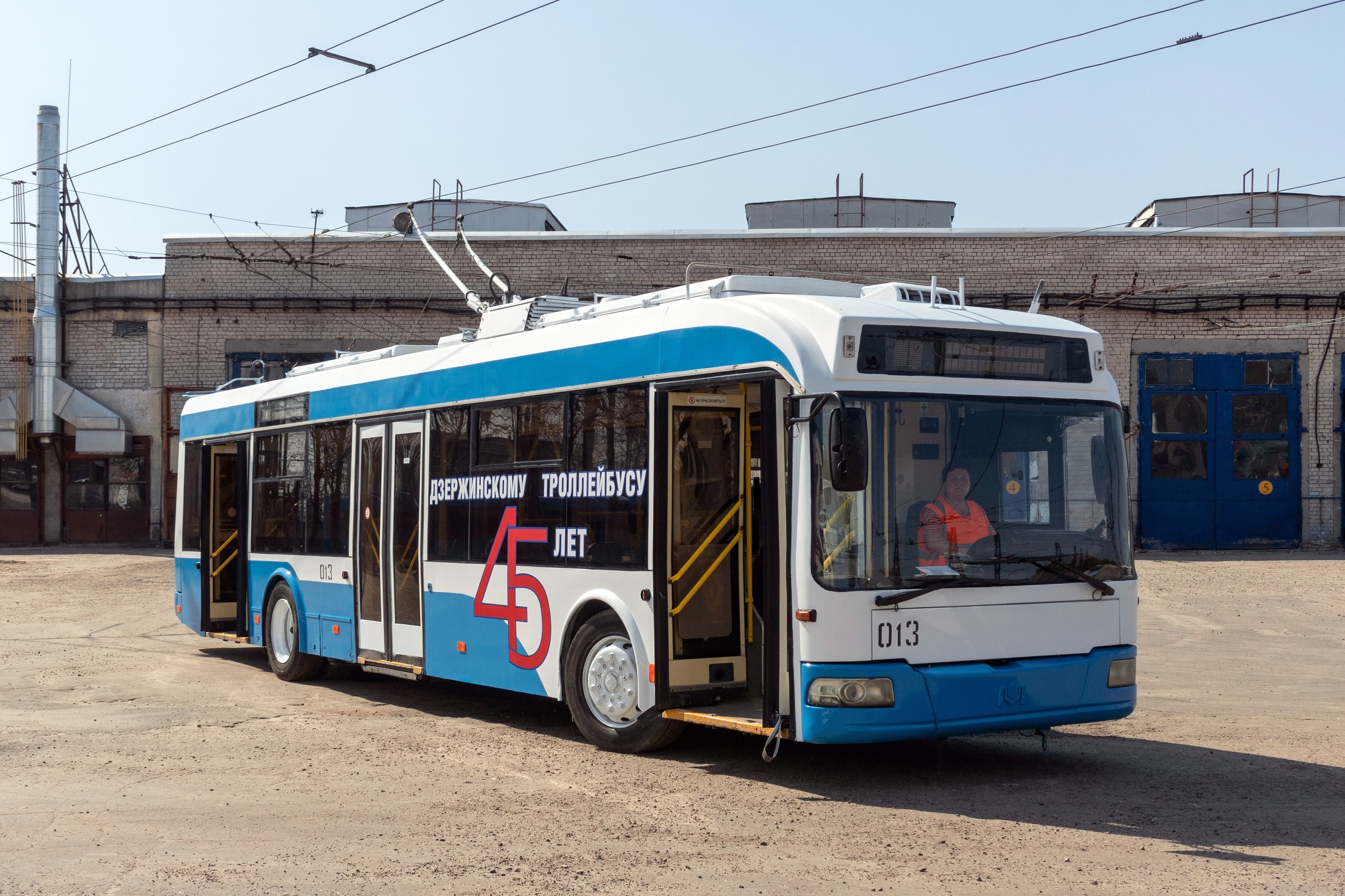
БКМ 321 с бортовым 013 брендированный к "45-летию Дзержинского троллейбуса" в Троллейбусном депо

Дзержинский троллейбус — система троллейбусного транспорта города Дзержинска. Эксплуатация открыта 15 апреля 1976 года.

## История
Троллейбусное движение открыто в 1976 году. Первый троллейбусный маршрут связал город с удаленной промышленной зоной и представлял собой прямую линию от площади Маяковского по проспекту Дзержинского (за пределами застройки — Нижегородскому шоссе) до проходных завода пластмасс.
В 1977 году сеть дополнилась «городским кольцом» — линией по улицам Маяковского, Грибоедова, Октябрьской и Клюквина. А еще через год была проложена линия по проспекту Циолковского до 8-го микрорайона.
Почти 30 лет система функционировала в виде четырех маршрутов: один связывал окраину города с промзоной, второй — городское кольцо, два с жилой застройкой на западе. 
В 2008 году была проложена вторая кольцевая линия — по улицам Терешковой, Гайдара, Чапаева и Черняховского. Ранее по этой трассе проходил трамвайный маршрут, но в рамках ликвидации трамвайного движения в городе он был заменен на троллейбусы. Появился маршрут № 5.
В 2009 году линия по проспекту Циолковского была продлена до микрорайона Западный. Все маршруты были продлены до новой конечной. В том же году небольшое ответвление городского кольца по улицам Революции, Ватутина и Маяковского было перестало использоваться в движении маршрутов 3 и 4, компенсацией был назначен сокращенный маршрут 6, оборачивающийся по этому кольцу и проходивший по улице Грибоедова в обе стороны. Второй конечной маршрута 6 также был Западный микрорайон.
В 2013 году был ликвидирован маршрут номер 1, на протяжении 37 лет связывавший восточную промзону с городом. Маршрут 2 продолжал ходить по городскому кольцу в обе стороны, а депо оказалось в стороне от маршрутного движения.
В 2016 году контактная сеть на всем протяжении Нижегородского шоссе от депо до завода пластмасс была снята.
Неоднократно заявлялось об убыточности движения и необходимости его оптимизации. В 2017 году закрыт диспетчерский пункт на площади Маяковского. В 2019 году отменены маршруты 2 и 6. Троллейбусы маршрутов 3 и 4 снова заезжают на улицы Маяковского, Ватутина и Революции при движении по кольцу.
В 2021 году принято решение восстановить маршрут № 1, он возобновил движение в сентябре. Новыми конечными стали троллейбусное депо и вокзал.

## Официальная организация
Эксплуатацию троллейбусной сети осуществляет МУП «Экспресс». Стоимость проезда с 1 января 2025 года составляет 34 рубля за наличный расчёт, 32 рубля за безналичный.

## Маршруты
По состоянию на сентябрь 2021 года в Дзержинске эксплуатируются 4 троллейбусных маршрута:
| № | Конечный пункт 1   | Следует по улицам | Конечный пункт 2                 |
| - | ------------------ | --- | -------------------------------- |
| 1 | Троллейбусное депо | Нижегородское шоссе, пр. Дзержинского, пл. Маяковского, ул. Маяковского, пл. Ленина, ул. Грибоедова, пл. Привокзальная.                                                                        | Ж/Д Вокзал                       |
| 3 | мкр. Западный-1    | пр. Циолковского, ул. Грибоедова, Привокзальная пл, пл. Синявского, ул. Октябрьская, ул. Клюквина, пл. Маяковского (обратно - ул. Маяковского, пл. Ленина, ул. Грибоедова, пр. Циолковского)   | Площадь Маяковского              |
| 4 | мкр. Западный-1    | пр. Циолковского, ул. Грибоедова, пл. Ленина, ул. Маяковского, пл. Маяковского, (обратно - ул. Клюквина, ул. Октябрьская, пл. Синявского, пл. Привокзальная, ул. Грибоедова, пр. Циолковского) | Площадь Маяковского              |
| 5 | Ж/Д Вокзал         | пл. Привокзальная, ул. Терешковой, ул. Гайдара, ул. Чапаева, ул. Черняховского, ул. Октябрьская, пл. Маяковского (обратно - пр. Дзержинского, ул. Черняховского)                               | Площадь Маяковского (Школа № 10) |

Общий выпуск 33 машины:
- маршрут № 1 — 1 выпуск, интервал 60 мин. Работает с 5:30 до 21:30
- маршрут № 3 — 10 выпусков, интервал - 7 мин. Работает с 4:00 до 23:30
- маршрут № 4 — 10 выпусков, интервал - 7 мин. Работает с 4:30 до 23:00
- маршрут № 5 — 12 выпусков, интервал - 5 мин. Работает с 4:00 до 23:15

## Подвижной состав
В конце 2020 года Дзержинск получил 40 троллейбусов из Москвы
Всего на ходу на май 2025 года — 47 машин.
| Подвижной состав |                            |            |                                             |               |
| Фото             | Модель троллейбуса         | Количество | Номера                                      | Примечание    |
|                  | Тролза-5275.05 «Оптима»    | 1          | 078                                         |               |
|                  | ЗиУ-682Г [Г00]             | 1          | 052                                         |               |
|                  | ЗиУ-682Г-016.02            | 23         | 054 - 057, 059 - 077                        |               |
|                  | Тролза-6206.00 «Мегаполис» | 1          | 084                                         | б/у из Москвы |
|                  | БКМ 321                    | 3          | 001, 010, 013                               | б/у из Москвы |
|                  | СВАРЗ-6235.01 (БКМ 32100М) | 9          | 002, 005, 007, 008, 018, 022, 023, 024, 027 | б/у из Москвы |
|                  | СВАРЗ-МАЗ-6235.00          | 9          | 004, 014, 015, 016, 032, 033, 035, 036, 039 | б/у из Москвы |

| Вид | модель                      | годы эксплуатации    | примечание    |
| --- | --------------------------- | -------------------- | ------------- |
|     | ЗиУ-682 КР Иваново          | 2005 — 2021          |               |
|     | Тролза-5264.05 «Слобода»    | 2009 — 2021          |               |
|     | Тролза-5265.00 «Мегаполис»  | не эксплуатировались | б/у из Москвы |
|     | МТрЗ-52791 «Садовое Кольцо» | не эксплуатировались | б/у из Москвы |
|     | ВМЗ-5298.01 (ВМЗ-463)       | не эксплуатировались | б/у из Москвы |
|     | ВМЗ-5298.01 «Авангард»      | не эксплуатировались | б/у из Москвы |
|     | ЗиУ-682В                    | 1976 — 2021          |               |